# Bovista gunnii
Bovista gunnii är en svampart som först beskrevs av Miles Joseph Berkeley, och fick sitt nu gällande namn av Kreisel 1964. Bovista gunnii ingår i släktet äggsvampar och familjen Agaricaceae.   Inga underarter finns listade i Catalogue of Life.